# Yael
Yael (Biblia de Jerusalén, Biblia de Martín Nieto, Nueva Biblia Española), Jael (Biblia Reina-Valera, Biblia Nácar-Colunga, Libro del Pueblo de Dios) o Jahel (Biblia de Torres Amat) es un personaje femenino del libro de los Jueces del Antiguo Testamento. Yael aparece como la heroína que mata a Sísara para salvar a Israel de las tropas de Jabín, rey de Canaán, clavándole una estaca en la cabeza con un mazo. Era esposa de Heber el ceneo (Jue. 4, 17-21 y 5, 24-27).

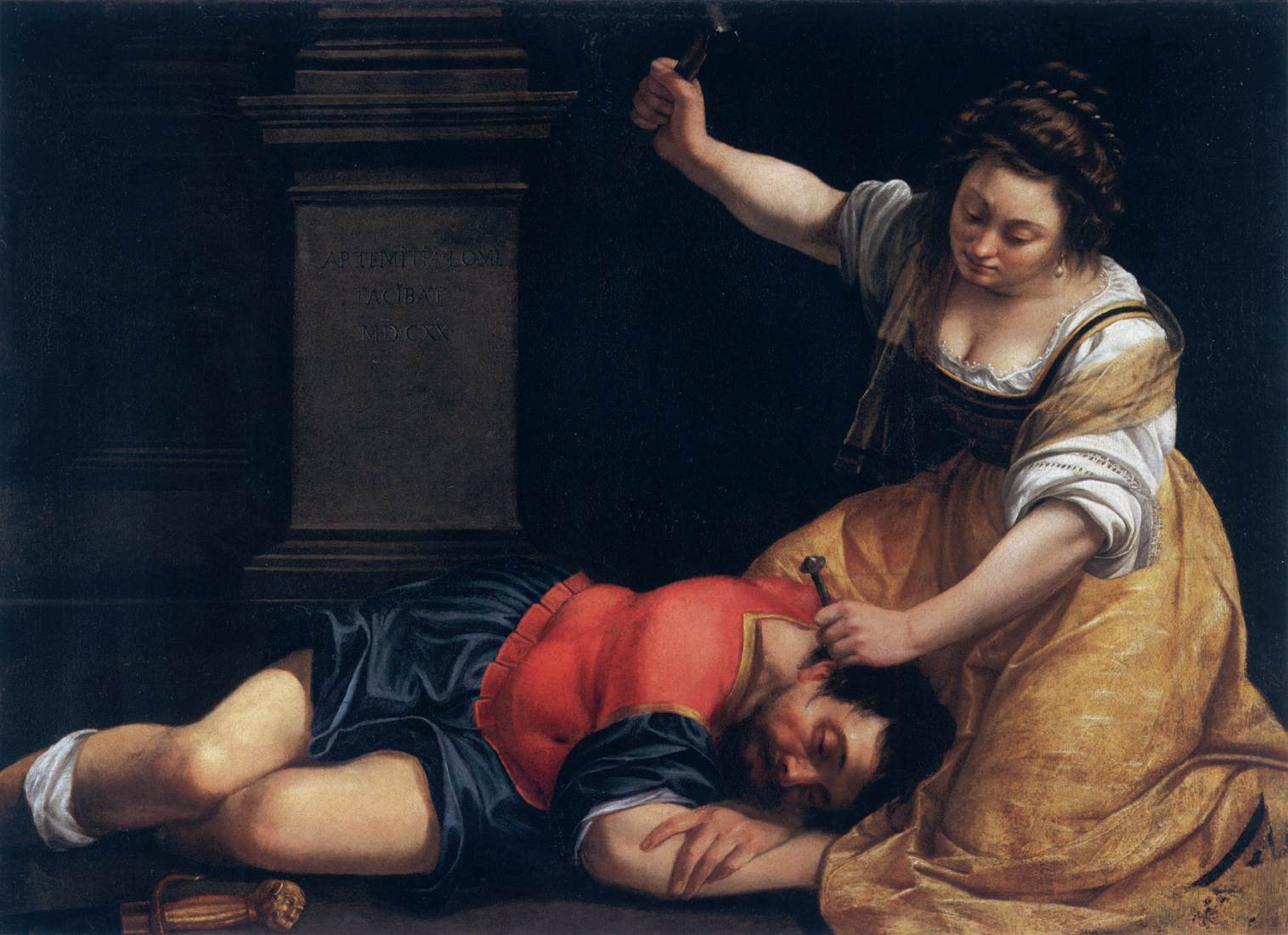
Yael y Sísara, pintado por Artemisia Gentileschi.

## Etimología
Procede de la palabra hebrea Ya'alon, que significa diamante o brillo. Así que Yael podría significar brillar.

## Relato bíblico
Esta es la parte de la «Canción de Débora» en la que se narra la muerte de Sísara: 
Bendita sea entre las mujeres Yael, Mujer de Heber Ceneo; Sobre las mujeres bendita sea en la tienda. Él pidió agua, y diole ella leche; En tazón de nobles le presentó crema. Su mano tendió a la estaca, y su diestra al mazo de trabajadores; Y golpeó a Sisara; hirió su cabeza, llagó y atravesó sus sienes. Cayó encorvado entre sus pies, quedó tendido: Entre sus pies cayó encorvado; Donde se encorvó, allí cayó muerto.
Los expertos reconocen la Canción de Débora, basándose en evidencias lingüísticas, como una de las partes más antiguas de la Biblia.

## Influencia en las artes
En 1763, el dramaturgo neoclásico español Juan José López de Sedano escribió la tragedia Jahel, inspirada en el personaje bíblico.
En 1921 el compositor italiano Ildebrando Pizzetti terminó de componer la ópera Debora e Jaele, que se estrenó en el Teatro alla Scala de Milán el 16 de diciembre de 1922.